# Seiya Suzuki
Seiya Suzuki (鈴木 誠也, Suzuki Seiya, Tóquio, 18 de agosto de 1994) é um jogador de beisebol japonês, que joga na posição de defensor externo (outfielder).

## Carreira
Suzuki compôs o elenco da Seleção Japonesa de Beisebol nos Jogos Olímpicos de Verão de 2020 em Tóquio, onde conquistou a medalha de ouro após derrotar a equipe dos Estados Unidos na final da competição por 2–0.